# جینپائولو باتیستا دی فرانسا
جینپائولو باتیستا دی فرانسا (به پرتغالی: Jean Paulo Batista de França) مدافع اهل برزیل است که در شهر ریسیف و در تاریخ ۲۱ نوامبر ۱۹۸۱ به دنیا آمده‌است.
جینپائولو باتیستا دی فرانسا در تیم‌های فوتبال Sport سابقهٔ حضور دارد.